# Liste der Verteidigungsminister Norwegens
| Liste der Verteidigungsminister (seit 1945) |
|                                             |

Dies ist eine Liste der Verteidigungsminister Norwegens. Das Verteidigungsministerium wurde 1814 gegründet.
| Name | Amts- beginn                                       | Amts- ende                                         |
| Liste der Minister des 6. Ministeriums (1814–1818)                                                                      | Liste der Minister des 6. Ministeriums (1814–1818) | Liste der Minister des 6. Ministeriums (1814–1818) |
| --- | -------------------------------------------------- | -------------------------------------------------- |
| Diderich Hegermann | 1814                                               | 1816                                               |
| Peter Motzfeldt | 1816                                               | 1818                                               |
| Mathias Sommerhielm | 1818                                               | 1819                                               |
| Liste der Kriegsminister (1818–1885)                                                                                    |                                                    |                                                    |
| Jonas Collett | 1819                                               | 1819                                               |
| Nicolai Krog | 1822                                               | 1825                                               |
| Jørgen Herman Vogt | 1825                                               | 1826                                               |
| Nicolai Krog | 1826                                               | 1828                                               |
| Thomas Fasting | 1828                                               | 1829                                               |
| Nicolai Krog | 1829                                               | 1832                                               |
| Thomas Fasting | 1832                                               | 1833                                               |
| Nicolai Krog | 1833                                               | 1835                                               |
| Valentin Sibbern | 1835                                               | 1836                                               |
| Nicolai Krog | 1836                                               | 1837                                               |
| Palle Rømer Fleischer                                                                                                   | 1837                                               | 1839                                               |
| Oluf Borch de Schouboe                                                                                                  | 1839                                               | 1839                                               |
| Valentin Sibbern | 1839                                               | 1840                                               |
| Palle Rømer Fleischer                                                                                                   | 1840                                               | 1842                                               |
| Oluf Borch de Schouboe                                                                                                  | 1842                                               | 1843                                               |
| Palle Rømer Fleischer                                                                                                   | 1843                                               | 1846                                               |
| Valentin Sibbern | 1846                                               | 1847                                               |
| Palle Rømer Fleischer                                                                                                   | 1847                                               | 1848                                               |
| Thomas Edvard von Westen Sylow                                                                                          | 1848                                               | 1851                                               |
| Hans Christian Petersen                                                                                                 | 1851                                               | 1852                                               |
| Ole Wilhelm Erichsen | 1852                                               | 1852                                               |
| Hans Christian Petersen                                                                                                 | 1852                                               | 1853                                               |
| Thomas Edvard von Westen Sylow                                                                                          | 1852                                               | 1853                                               |
| Hans Glad Bloch | 1853                                               | 1856                                               |
| Hans Christian Petersen                                                                                                 | 1856                                               | 1857                                               |
| Harald Wergeland (geschäftsführend)                                                                                     | 1857                                               | 1857                                               |
| Hans Christian Petersen                                                                                                 | 1857                                               | 1857                                               |
| Hans Glad Bloch | 1857                                               | 1860                                               |
| Harald Wergeland | 1860                                               | 1862                                               |
| August Christian Manthey                                                                                                | 1862                                               | 1863                                               |
| Harald Wergeland | 1863                                               | 1866                                               |
| August Christian Manthey                                                                                                | 1866                                               | 1867                                               |
| Harald Wergeland | 1867                                               | 1868                                               |
| Niels Christian Irgens                                                                                                  | 1868                                               | 1872                                               |
| August Christian Manthey                                                                                                | 1872                                               | 1872                                               |
| Lorentz Henrik Müller Segelcke                                                                                          | 1872                                               | 1874                                               |
| Christian Selmer | 1874                                               | 1875                                               |
| Anders Sandøe Ørsted Bull (acting)                                                                                      | 1875                                               | 1875                                               |
| Christian Selmer | 1875                                               | 1875                                               |
| Anders Sandøe Ørsted Bull (geschäftsführend)                                                                            | 1875                                               | 1875                                               |
| Lorentz Henrik Müller Segelcke                                                                                          | 1875                                               | 1877                                               |
| Adolph Frederik Munthe                                                                                                  | 1877                                               | 1879                                               |
| Christian Selmer | 1879                                               | 1880                                               |
| Adolph Frederik Munthe                                                                                                  | 1880                                               | 1881                                               |
| Anders Sandøe Ørsted Bull (geschäftsführend)                                                                            | 1881                                               | 1881                                               |
| Adolph Frederik Munthe                                                                                                  | 1881                                               | 1884                                               |
| Anders Sandøe Ørsted Bull (geschäftsführend)                                                                            | 1884                                               | 1884                                               |
| Lars Christian Dahll | 1884                                               | 1884                                               |
| Ludvig Daae | 1884                                               | 1885                                               |
| Liste der Verteidigungsminister (seit 1885)                                                                             |                                                    |                                                    |
| Johan Sverdrup | 1885                                               | 1889                                               |
| Edvard Hans Hoff | 1889                                               | 1891                                               |
| Peter Theodor Holst | 1891                                               | 1893                                               |
| Christian Wilhelm Engel Bredal Olssøn                                                                                   | 1893                                               | 1894                                               |
| Johannes Winding Harbitz                                                                                                | 1894                                               | 1895                                               |
| Christian Wilhelm Engel Bredal Olssøn                                                                                   | 1895                                               | 1898                                               |
| Peter Theodor Holst | 1898                                               | 1900                                               |
| Georg Stang | 1900                                               | 1903                                               |
| Thomas Thomassen Heftye                                                                                                 | 1903                                               | 1903                                               |
| Oscar Sigvald Julius Strugstad                                                                                          | 1903                                               | 1905                                               |
| Christian Wilhelm Engel Bredal Olssøn                                                                                   | 1905                                               | 1907                                               |
| Christian Michelsen (geschäftsführend)                                                                                  | 1907                                               | 1907                                               |
| Karl Friedrich Griffin Dawes                                                                                            | 1907                                               | 1908                                               |
| Thomas Thomassen Heftye                                                                                                 | 1908                                               | 1908                                               |
| Haakon Ditlev Lowzow | 1908                                               | 1909                                               |
| August Geelmuyden Spørck                                                                                                | 1909                                               | 1910                                               |
| Karl Sigwald Johannes Bull                                                                                              | 1910                                               | 1912                                               |
| Jens Bratlie | 1912                                               | 1913                                               |
| Hans Wilhelm Dopp Mandall Keilhau                                                                                       | 1913                                               | 1914                                               |
| Christian Theodor Holtfodt                                                                                              | 1914                                               | 1919                                               |
| Rudolf Elias Peersen | 1919                                               | 1919                                               |
| Ivar Aavatsmark | 1919                                               | 1920                                               |
| Karl Wilhelm Wefring | 1920                                               | 1921                                               |
| Ivar Aavatsmark | 1921                                               | 1923                                               |
| Karl Wilhelm Wefring | 1923                                               | 1924                                               |
| Rolf Jacobsen | 1924                                               | 1926                                               |
| Karl Wilhelm Wefring | 1926                                               | 1926                                               |
| Ingolf Elster Christensen                                                                                               | 1926                                               | 1928                                               |
| Fredrik Monsen | 1928                                               | 1928                                               |
| Torgeir Anderssen-Rysst                                                                                                 | 1928                                               | 1931                                               |
| Vidkun Quisling | 1931                                               | 1933                                               |
| Jens Isak de Lange Kobro                                                                                                | 1933                                               | 1935                                               |
| Fredrik Monsen | 1935                                               | 1935                                               |
| Adolf Indrebø | 1935                                               | 1935                                               |
| Oscar Torp (geschäftsführend)                                                                                           | 1935                                               | 1936                                               |
| Fredrik Monsen | 1936                                               | 1939                                               |
| Birger Ljungberg | 1939                                               | 1942                                               |
| Oscar Torp (Exilregierung)                                                                                              | 1942                                               | 1945                                               |
| Alf Whist (Quisling-Regierung) (Minister ohne Portfolio mit Zuständigkeit für Kriegsanstrengungen und Privatwirtschaft) | 1942                                               | 1945                                               |
| Jens Christian Hauge | 1945                                               | 1952                                               |
| Nils Langhelle | 1952                                               | 1954                                               |
| Kai Birger Knudsen | 1954                                               | 1955                                               |
| Nils Handal | 1955                                               | 1961                                               |
| Gudmund Harlem | 1961                                               | 1963                                               |
| Håkon Kyllingmark | 1963                                               | 1963                                               |
| Gudmund Harlem | 1963                                               | 1965                                               |
| Otto Grieg Tidemand | 1965                                               | 1970                                               |
| Gunnar Hellesen | 1970                                               | 1971                                               |
| Alv Fostervoll | 1971                                               | 1972                                               |
| Johan Kleppe | 1972                                               | 1973                                               |
| Alv Fostervoll | 1973                                               | 1976                                               |
| Rolf Hansen | 1976                                               | 1979                                               |
| Thorvald Stoltenberg | 1979                                               | 1981                                               |
| Anders C. Sjaastad | 1981                                               | 1986                                               |
| Rolf Presthus | 1986                                               | 1986                                               |
| Johan Jørgen Holst | 1986                                               | 1989                                               |
| Per Ditlev-Simonsen | 1989                                               | 1990                                               |
| Johan Jørgen Holst | 1990                                               | 1993                                               |
| Jørgen Kosmo | 1993                                               | 1997                                               |
| Dag Jostein Fjærvoll | 1997                                               | 1999                                               |
| Eldbjørg Løwer | 1999                                               | 2000                                               |
| Bjørn Tore Godal | 2000                                               | 2001                                               |
| Kristin Krohn Devold | 2001                                               | 2005                                               |
| Anne-Grete Strøm-Erichsen                                                                                               | 2005                                               | 2009                                               |
| Grete Faremo | 2009                                               | 2011                                               |
| Espen Barth Eide | 2011                                               | 2012                                               |
| Anne-Grete Strøm-Erichsen                                                                                               | 2012                                               | 2013                                               |
| Ine Marie Eriksen Søreide                                                                                               | 2013                                               | 2017                                               |
| Frank Bakke-Jensen | 2017                                               | 2021                                               |
| Odd Roger Enoksen | 2021                                               | 2022                                               |
| Bjørn Arild Gram | 2022                                               | 2025                                               |
| Tore O. Sandvik | 2025                                               | im Amt                                             |

## Weblink
- Verteidigungsministerium - Liste der Verteidigungsminister Norwegens